# New Yorker (Unternehmen)

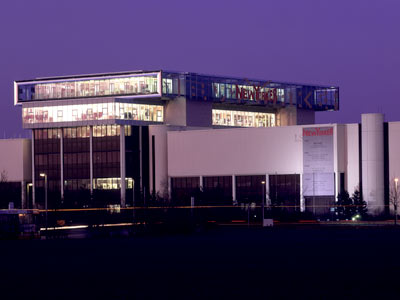
New-Yorker-Zentrale in Braunschweig

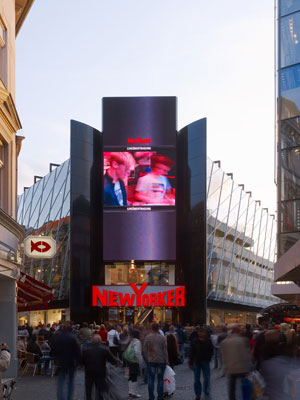
New-Yorker-Filiale in Braunschweig

Die New Yorker SE (Eigenschreibweise: NEW YORKER) ist die Konzernobergesellschaft eines Textileinzelhändlers mit Hauptsitz in Braunschweig.
Der Konzern befand sich bis zu dessen Tod vollständig im Besitz von Friedrich Knapp.

## Geschichte
Im Jahr 1971 eröffneten Tilmar Hansen und Michael Simson die erste New-Yorker-Filiale als Jeansgeschäft in der Flensburger Innenstadt. Später kam Friedrich Knapp dazu, der in Braunschweig ein Jeansgeschäft hatte. Von da an hieß die Firma SHK-Jeans GmbH. Im Jahr 1990 verließ Simson das Unternehmen wieder und war nur noch als Eigentümer einiger Immobilien, in denen sich New-Yorker-Filialen befanden, mit dem Unternehmen in Kontakt. 1992 wurde das Label ‘Fishbone’ eingeführt, das aus einer Damen- und einer Herrenlinie besteht. Zwei Jahre später, 1994, wurde in Linz in Österreich die erste ausländische Filiale eröffnet. Am 1. September 2001 ließ sich der Gründer Tilmar Hansen auszahlen und verließ das Unternehmen.
Für die große Filiale in Braunschweigs Innenstadt im Gebäude des ehemaligen Kaufhauses Adolf Frank wurde im Jahr 2007 eine LED-Wand mit einer Fläche von 85 Quadratmetern an die Fassade montiert, auf der neben Eigenwerbung des Unternehmens auch Kulturereignisse, Sport- und Musikveranstaltungen, Nachrichten u. ä. gezeigt werden. Das Projekt umfasste außerdem eine Sanierung des Gebäudes selbst, welches nach dem Umbau ein „Geschäftshaus für junge Mode“ sein soll.
New Yorker ist seit November 2011 Eigentümer der FFC Sportmanagement GmbH & Co. KG, die die American-Football-Mannschaft New Yorker Lions betreibt.
2014 wurden nahezu ⅔ des Umsatzes im Ausland erzielt. Stand Mitte 2024 besaß das Unternehmen über 1200 Filialen in 49 Ländern.
Das Sortiment besteht aus den Eigenmarken fishbone (oder auch FSBN), smog, ICONO und Black Squad (Männerbekleidung) sowie fishbone sister und amisu (Damenbekleidung) und censored (Unterwäsche und Schwimmbekleidung).

## Geschäftsentwicklung
Aufgeführt sind die Geschäftszahlen von New Yorker SE, dessen Geschäftsjahr dem Kalenderjahr entspricht:
| Jahr | Umsatz (Mrd. Euro) | Ergebnis nach Steuern (Mio. Euro) |
| ---- | ------------------ | --------------------------------- |
| 2014 | 1,4                | 71                                |
| 2015 | 1,5                | 151                               |
| 2016 | 1,7                | 211                               |
| 2017 | 1,8                | 293                               |
| 2018 | 1,8                | 273                               |
| 2019 | 1,9                | 232                               |
| 2020 | 1,7                | 174                               |
| 2021 | 2,0                | 341                               |
| 2022 | 2,6                | 320                               |
| 2023 | 2,9                | 509                               |

## Kritik
Im Februar 2015 wurde das Unternehmen mit dem Vorwurf konfrontiert, gezielt gegen die Gründung von Betriebsräten vorzugehen. Die Frankfurter Rundschau berichtete diesbezüglich in Verbindung mit der Schließung der Filiale in Offenbach am Main. So soll die dortige Filiale kurz nach Gründung eines Betriebsrates in eine externe Gesellschaft (New Yorker Outlet GmbH) ausgegliedert und schließlich liquidiert worden sein. Auch die Filiale in Hannover ist 2019 im Zusammenhang mit der Gründung eines Betriebsrats geschlossen worden, um kurz darauf wieder zu eröffnen.
Im November 2017 wurden Offshore-Aktivitäten des Unternehmens im Rahmen der „Paradise Papers“-Recherchen bekannt. Demnach wurde versucht, die Flugzeuge des Unternehmens über Mittelsmänner steuerlich auf den Kaiman-Inseln zu betreiben.

## Belege
1. 1 2 3  Hendrik Rasehorn: Friedrich Knapp ist tot – so geht es mit New Yorker weiter. In: Braunschweiger Zeitung. 15. November 2024, archiviert vom Original am 15. November 2024; abgerufen am 17. November 2024.
2. ↑  Martina Michalsky: New Yorker: Modegigant mit Geheimnissen. In: fashionunited.de. Abgerufen am 29. Juli 2017.
3. ↑  Braunschweig bekommt eine der größten Videowände Europas. (Memento vom 15. Oktober 2007 im Internet Archive) In: newsclick.de, 12. September 2007.
4. ↑  New Yorker ab sofort Alleingesellschafter. (Memento vom 7. Februar 2017 im Internet Archive) In: newyorker-lions.de, 26. November 2011.
5. ↑  Robert von Lucius: New Yorker kommt aus der deutschen Provinz. In: Frankfurter Allgemeine Zeitung. 18. April 2014, abgerufen am 29. Juli 2017.
6. ↑  About us. In: newyorker.de. NEW YORKER Marketing & Media International GmbH, abgerufen am 17. November 2024.
7. ↑  Unternehmensregister. Abgerufen am 18. Juni 2025.
8. ↑  Silvia Bielert: New-Yorker: Betriebsrat unerwünscht? In: fr-online.de, 25. Februar 2015, abgerufen am 7. August 2016.
9. ↑  Martin Mehringer: New Yorker-Inhaber Friedrich Knapp ist verstorben. In: Manager Magazin. 15. November 2024, archiviert vom Original am 15. November 2024; abgerufen am 17. November 2024.
10. ↑  Die deutschen Fälle in den Paradise Papers. In: sueddeutsche.de. 7. November 2017, ISSN 0174-4917 (sueddeutsche.de [abgerufen am 19. November 2017]).
11. ↑  Mayday. In: Sueddeutsche.de. Abgerufen am 19. November 2017.